# Học viện Alice
Alice Academy (tiếng Nhật: 学園アリス Gakuen Arisu) là truyện tranh của tác giả Higuchi Tachibana, được chuyển thể thành một loạt anime được sản xuất bởi Aniplex và Group TAC gồm 26 tập được chiếu trên đài truyền hình NHK của nhật từ 30 tháng 10 năm 2004 cho đến 14 tháng 5 năm 2005. Sau đó anime được dịch sang tiếng Anh và phát sóng trên kênh Animax.

## Tóm tắt
Đây là câu chuyện kể về tình bạn giữa hai cô bé Mikan Sakura và Hotaru Imai. Hai người là bạn tốt cho đến khi Hotaru phải chuyển trường đến Học viện Alice. Sau khi Hotaru chuyển đi, Mikan đã nghe các bạn cùng lớp nói rằng Học viện Alice là một nơi rất đáng sợ. Vì quá nhớ và lo lắng cho Hotaru nên Mikan đã lén rời khỏi nhà để lên Tokyo tìm kiếm người bạn thân của cô và cả học viện mà Hotaru đang theo học. Tại học viện Alice, tất cả những học sinh ở đây đều có một sức mạnh đặc biệt được gọi là "Alice". Sau khi được Narumi, một giáo viên tại học viện Alice khám phá ra cũng có "Alice", Mikan được chấp nhận vào học tại học viện. Nhưng ngay từ lúc mới bước chân vào học viện, Mikan đã gặp phải những rắc rối đầu tiên: Thử thách của Natsume Hyuuga và Ruka Nogi để chấp nhận cô là một người thật sự có Alice. Và sau đó là những câu chuyện về tình bạn của Mikan và những người bạn tại Học viện Alice, đồng thời cũng là chuyện tình cảm của Natsume và Mikan.

## Nhân vật chính

### Sakura Mikan(佐倉 蜜柑,Sakura Mikan?,Tá Thương Mật Cam)
- Lồng tiếng: Ueda Kana

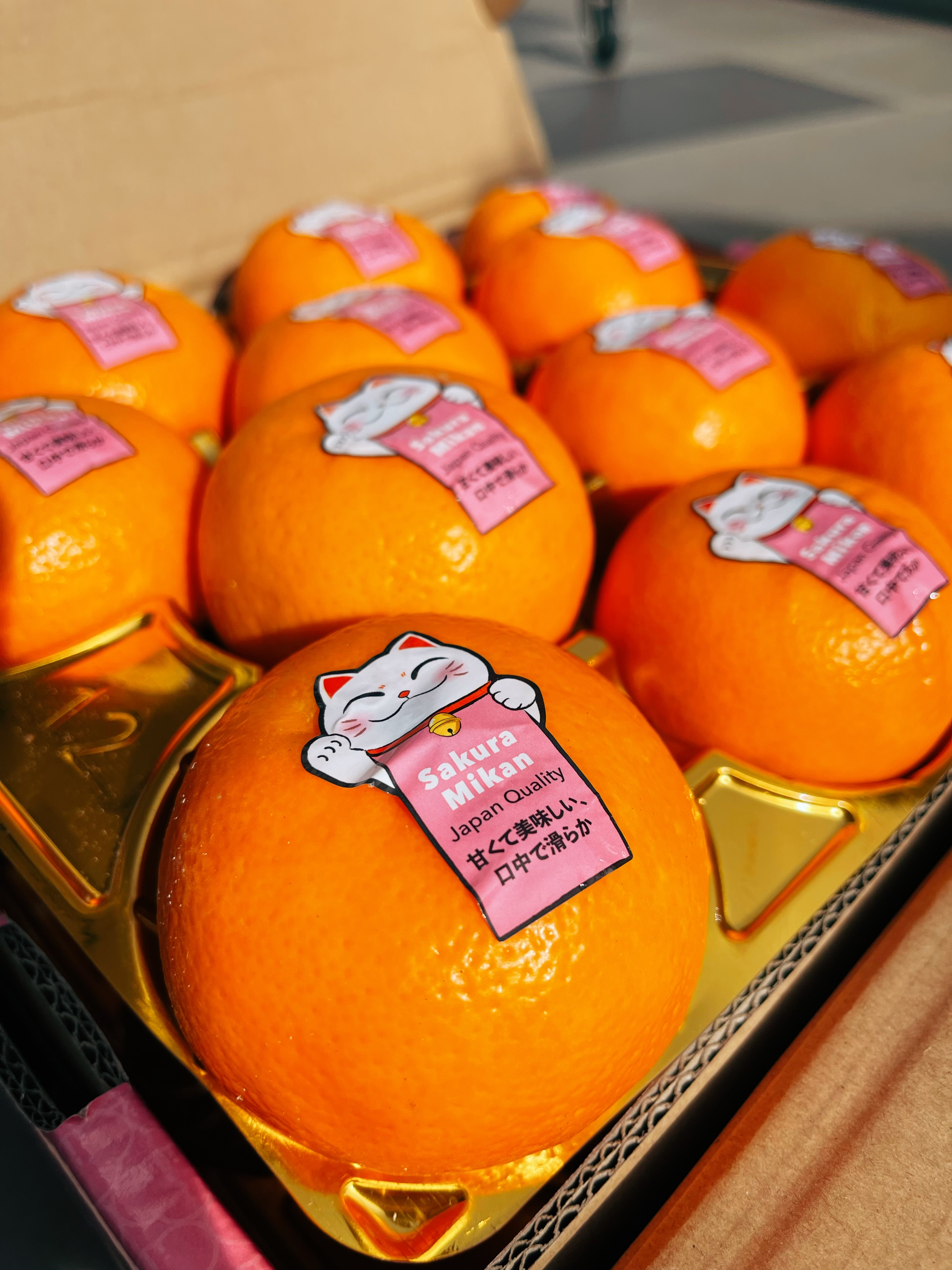
Mikan trong manga

- Tên khác: Polka Dots, Ichigo Kara (Natsume đặt - nghĩa là quần lót dâu tây), Goddess of Victory (Nữ thần Chiến Thắng), Mikan no kimi (Công Chúa Mật Cam).
- Alice: Vô hiệu hóa, Đánh cắp - Đưa vào
- Hệ: Đặc biệt

Mikan là nhân vật chính của câu chuyện. Tên cô có nghĩa là Quýt, Đường Cam. Cô là một cô bé tràn đầy sức sống, vô tư, tốt bụng nhưng cũng khá vụng về.

### 
Imai Hotaru là bạn tốt nhất của Mikan ở quê nhà cũng như ở học viện Alice. Hotaru anh trai tên là Imai Subaru với alice là Chữa lành và Ghi nhớ nỗi đau.
- Lồng tiếng: Kugimiya Rie (Anime), Sawashiro Miyuki (Gakuen Alice Drama CD - only released bundled with a copy of Hana to Yume magazine)
- Tuổi: 10
- Tên khác: Hotaru-sama, Waka Murasaki (Công Chúa hoa Murasaki)
- Alice: Phát minh
- Hệ: Kỹ thuật

Imai Hotaru là bạn tốt nhất của Mikan ở quê nhà cũng như ở học viện Alice. Hotaru anh trai tên là Imai Subaru với alice là Chữa lành và Ghi nhớ nỗi đau.

### Hyuuga Natsume(日向 棗,Hyuuga Natsume?,Nhật Hướng Tảo)
- Lồng tiếng: Romi Paku
- Tên khác: Mèo đen (Kuroneko), Baka-chan (thằng nhóc ngốc nghếch), Guren no kimi (Hoàng tử hoa sen đỏ)
- Tuổi: 10
- Alice: Lửa
- Là bạn thân của Nogi Ruka và cùng nhau đến học viện Alice vào năm 8 tuổi sau biến cố. Natsume có em gái là Hyuga Aoi

### Nogi Ruka(乃木 流架,Nogi Ruka?,thỏ con xấu xí)
- Lồng tiếng: Yasuda Miwa
- Tên khác: Ruka-pyon (tên được Mikan đặt sau khi gặp gà con khổng lồ), Himawari no kimi (Hoàng tử hoa hướng dương), Lu-chan (tên được người nhà gọi từ bé)
- Tuổi: 10
- Alice: Quyến rũ động vật
- Là bạn thân của Hyuga Natsume.